# 壯體鋸鱗魚
壯體鋸鱗魚為輻鰭魚綱金眼鯛目金鱗魚亞目金鱗魚科的其中一種，分布於中東太平洋區，包括東加、薩摩亞群島、皮特凱恩群島海域，棲息深度15-54公尺，體長可達19.5公分，棲息在礁石區。

## 擴展閱讀
維基物種上的相關：壯體鋸鱗魚